# Betika
Betika (latinsko: Hispania Baetica), ena od treh cesarskih rimskih provinc v Hispaniji na Iberskem polotoku. Provinca je na zahodu mejila na Luzitanijo in na severovzhodu na Tarakonsko Hispanijo. Med vladavino Mavrov je v 8. stoletju postala del Al Andaluza, ki se je približno ujemal s sedanjo špansko pokrajino Andaluzijo. Glavno mesto province je bila Corduba.
Pred romanizacijo je v gorati pokrajini, ki se je kasneje imenovala Betika, prebivalo več skupin iberskih plemen. Keltski vpliv je bil šibkejši kot na keltiberskem severu. Geograf Klavdij Ptolemaj omenja,  da so na zahodu v dolini  Guadalquivirja  na meji z Luzitanijo prebivali močni Turdetani in delno helenizirani Turduli z glavnim mestom Belon, v zaledju obalnih feničanskih trgovskih kolonij pa prebivalci, ki so jih Kartažani imenovali Bastuli. Feničanska Gadira (Cádiz) je bila na otoku pred obalo Betike. Drugi pomembni Iberci so bili Bastetani, ki so naseljevali Almerío in gorata področja Granade. Proti jugovzhodu se je širil vpliv kartažanskih obalnih mest Nove Kartagine (Carthago Nova, sedanja Cartagena), Abdera in Malaka (Málaga). 
Nekatera iberska mesta so tudi v rimskem obdobju obdržala svoja predindoevropska imena. Granado so Rimljani imenovali Eliberri, Illiberis in Illiber. Beseda iri-berri ali ili-berri v baskovskem jeziku pomeni novo mesto. 
Jug Iberskega polotoka je bil rodoviten in je izvažal vino, oljčno olje in fermentirano ribjo omako garum, ki bila pomembna sestavina mediteranske kuhinje. Z njo so trgovali že pred rimsko osvojitvijo Betike leta 206 pr. n. št.. Po porazu Kartažanov v drugi punski vojni (218-201 pr. n. št), katere casus belli je bilo veliko trgovsko središče Saguntum ob sredozemski obali, se je Hispanija v 2. stoletju pr. n. št. zelo romanizirala. Leta 197 pr. n. št. je izbruhnil velik upor Turdetanov, katerim so kmalu sledili osrednji in severovzhodni Keltiberi. Oblast nad celim polotokom je dobil Katon Starejši, ki je leta 195 pr. n. št. postal konzul, z nalogo, da zatre upor v severozahodni in spodnji dolini Ebra. Po zatrtju upora Turdetanov se je leta 194 pr. n. št. vrnil v Rim iz za seboj pustil dva pretorja kot guvernerja dveh iberskih provinc. V poznem obdobju Rimske republike je bila tudi Hispanija, podobno kot Galija, razdeljena na Prednjo in Zadnjo Hispanijo. V 1. stoletju pr. n. št. se je vojskovanje na Iberskem polotoku umirilo in omejilo predvsem na njegov severni del.
Med reorganizacijo cesarstva leta 27 pr. n. št. je bila Hispanija razdeljena na tri cesarske province: Tarakonsko Hispanijo, Betiko in Luzitanijo. Betiki so vladali prokonzuli, ki so bili pred tem pretorji. V provinci se je začel dinamično razvijati srednji družbeni razred, ki je absorbiral osvobojene sužnje in številčno znatno prerasel aristokratsko elito. Provinca je postala tako varna, da so rimske legije želele, naj jih namestijo prav tam. VII. legija Gemina je bila nastanjena v sosednji provinci Tarakonski Hispaniji.
Ozemlje Betike je bilo razdeljeno na štiri geografske enote - konvente (latinsko: conventūs iuridicus), ki so bili istočasno tudi pravosodna okrožja: Gaditanus (Gades ali Cádiz), Cordubensis (Corduba), Astigitanus (Astigi ali Ecij) in Hispalensis (Hispalis ali Sevilja). V njihovih glavnih mestih so se v določenih letnih obdobjih zbrali vrhovni sodniki in pod nadzorom prokonzula preverjali delovanje pravosodja. Ko so mesta v poznem Cesarstvu postala sedež stalnih sodišč, so konvente ukinili. Izraz konvent se je zatem uporabljal za nekatere organe rimskih državljanov, ki so živeli v provinci. Betiška elita je kljub nekaterim socialnim neredom, na primer tistih, v katerih je dal Septimij Sever usmrtiti številne vodilne Betijce, med njimi tudi ženske, ostala stabilna več stoletij.
Oljčno olje s prostranih oljčnih nasadov v Betiki so iz obalnih pristanišč dobavljali rimskim legijam v Germaniji. Amfore iz Betike so odkrili po celem zahodnem delu Rimskega cesarstva. Da bi bila oskrba rimskih legij po morskih poteh nemotena, je moralo Cesarstvo obvladovati obalo Luzitanije in severnih atlantskih obal Hispanije.
Betika je bila bogata in nazadnje romanizirana, zato jo je cesar Vespazijan nagradil s podelitvijo ius latii, s katerim je razširil pravice prebivalcev Betike na raven rimskih državljanov (latinitas). Podeljene pravice so mu zagotovile zvestobo betijske elite in srednjega družbenega razreda. 
Betika je ostala v rimskih rokah vse do invazije Vandalov in Alanov leta 409. Vandalom so sledili Vizigoti, ki so ustanovili bolj trajno Vizigotsko kraljestvo. Provinca je postala del Afriškega eksarhata, po Belizarjevi ponovni osvojitvi Afrike pa je bila priključena Tingitanski Mavretaniji. Katoliški škofje iz Betike so ob trdni podpori lokalnega prebivalstva uspeli spreobrniti arijanskega vizigotskega kralja Rekareda I. in njegovo plemstvo v katoliško vero. V 8. stoletju so Betiko osvojili islamizirani Berberi (Mavri) iz severne Afrike in ustanovili Kordovski kalifat. Regija je bila od takrat poznana kot Al-Andaluz, katerega ime se je ohranilo v imenu sodobne španske pokrajine Andaluzije.
V Betiki je bil rojen rimski pisec Kolumela (4–70 n. št), ki je v obsežni razpravi v dvanajstih knjigah obravnaval vse vidike rimskega kmetovanja in vinogradništva. Iz Betike  sta bila tudi Trajan, prvi rimski rimski cesar, rojen izven Italije, in njegov sorodnik in naslednik Hadrijan, ki je bil sicer rojen v Rimu. 